# Diecéze Agboville
Diecéze Agboville je diecéze římskokatolické církve nacházející se na Pobřeží slonoviny.

## Území
Diecéze zahrnuje departementy Agboville a Adzopé a region Agnéby.
Biskupským sídlem je město Agboville, kde se také nachází hlavní chrám - Katedrála sv. Jana Marie Vianney.
Rozděluje se do 39 farností. K roku 2015 měla 584 642 věřících, 66 diecézních kněží, 6 řeholních kněží, 16 řeholníků a 40 řeholnic.

## Historie
Diecéze byla založena 14. října 2006 bulou Vigili cum cura papeže Benedikta XVI., a to z části území diecéze Yopougon.

## Seznam biskupů
- Alexis Touabli Youlo (od 2006)